# Santa Maria in Carinis
Santa Maria in Carinis ou Igreja de Santa Maria em Carinis era uma igreja de Roma, Itália, localizada no rione Monti, na via del Colosseo. Era dedicada a Virgem Maria.

## História
Seu nome é uma referência a uma antiquíssima denominação da região, "le carine", que hoje é o nome de uma rua que passa ao lado da igreja. Não se sabe a origem deste nome. Segundo Armellini, o substantivo "in carinis" é uma referência a um antigo bairro anterior aos romanos que ficava no local; segundo Angeli, o termo deriva de "carena", por se tratar de uma região baixa da cidade, similar à "carenagem" de um navio.
A casa anexa à igreja, que incluía em seu interior o edifício sacro, estava primeiro aos cuidados de monges cistercienses e foi vendida, em 1809, aos monges basilianos.
Da igreja propriamente, não resta quase nada atualmente, pois o edifício foi transformado numa habitação civil. Somente a arquitrave na porta preserva um traço do passado como igreja por causa de sua inscrição, "S. Maria in carinis".